# Фернандо Кавенагі
Фернандо Кавенагі (ісп. Fernando Cavenaghi, нар. 21 вересня 1983, Буенос-Айрес) — аргентинський футболіст, нападник.
Виступав, зокрема, за клуби «Рівер Плейт», «Спартак» (Москва) та «Бордо», а також національну збірну Аргентини.
Чотириразовий чемпіон Аргентини. Дворазовий володар Кубка французької ліги. Чемпіон Франції. Переможець Рекопи Південної Америки. Володар Кубка Лібертадорес.

## Клубна кар'єра
Народився 21 вересня 1983 року в місті Буенос-Айрес. Вихованець футбольної школи клубу «Рівер Плейт». Дорослу футбольну кар'єру розпочав 2001 року в основній команді того ж клубу, в якій провів три сезони, взявши участь у 90 матчах чемпіонату.  Більшість часу, проведеного у складі «Рівер Плейта», був основним гравцем атакувальної ланки команди. У складі «Рівер Плейта» був одним з головних бомбардирів команди, маючи середню результативність на рівні 0,61 голу за гру першості.
Своєю грою за цю команду привернув увагу представників тренерського штабу клубу «Спартак» (Москва), до складу якого приєднався 2004 року. Відіграв за московських спартаківців наступні три сезони своєї ігрової кар'єри.
2007 року уклав контракт з клубом «Бордо», у складі якого провів наступні три роки своєї кар'єри гравця. Граючи у складі «Бордо» також здебільшого виходив на поле в основному складі команди. В новому клубі був серед найкращих голеодорів, відзначаючись забитим голом в середньому щонайменше у кожній третій грі чемпіонату. За цей час виборов титул володаря Кубка французької ліги, ставав чемпіоном Франції.
Згодом з 2010 по 2015 рік виступав за клуби: «Мальорка», «Інтернасьйонал», «Вільярреал», «Пачука» та «Рівер Плейт».
До складу клубу АПОЕЛ приєднався 2015 року. Відтоді встиг відіграти за нікосійську команду 18 матчі в національному чемпіонаті після чого в 2016 році завершив кар'єру гравця.

## Виступи за збірні
2003 року залучався до складу молодіжної збірної Аргентини. На молодіжному рівні зіграв у 12 офіційних матчах, забив 11 голів.
2008 року дебютував в офіційних матчах у складі національної збірної Аргентини. Наразі провів у формі головної команди країни 4 матчі.

## Статистика виступів

### Статистика клубних виступів
| Сезон                     | Клуб                      | Чемпіонат                 | Чемпіонат | Чемпіонат | Нац. Кубок              | Нац. Кубок | Нац. Кубок | Континентальні кубки | Континентальні кубки | Континентальні кубки | Усього | Усього |
| Сезон                     | Клуб                      | Ліга                      | Ігор      | Голів     | Ліга                    | Ігор       | Голів      | Ліга                 | Ігор                 | Голів                | Ігор   | Голів  |
| ------------------------- | ------------------------- | ------------------------- | --------- | --------- | ----------------------- | ---------- | ---------- | -------------------- | -------------------- | -------------------- | ------ | ------ |
| 2001                      | Рівер Плейт               | Прімера Дивізіон          | 5         | 1         |                         | -          | -          | Кубок Лібертадорес   | 3                    | 2                    | 8      | 3      |
| 2002                      | Рівер Плейт               | ПД                        | 23        | 17        |                         | -          | -          | КЛ                   | 6                    | 2                    | 29     | 19     |
| 2003                      | Рівер Плейт               | ПД                        | 33        | 20        |                         | -          | -          | КЛ                   | 11                   | 7                    | 44     | 27     |
| 2004                      | Рівер Плейт               | ПД                        | 29        | 17        |                         | -          | -          | КЛ                   | 11                   | 6                    | 40     | 23     |
| 2004                      | «Спартак» (Москва)        | ПЛ                        | 9         | 1         |                         | -          | -          |                      | -                    | -                    | 9      | 1      |
| 2005                      | «Спартак» (Москва)        | ПЛ                        | 25        | 6         | КР                      | 1          | 1          |                      | -                    | -                    | 26     | 7      |
| 2006                      | «Спартак» (Москва)        | ПЛ                        | 17        | 5         |                         | -          | -          | ЛЧ                   | 4                    | 0                    | 21     | 5      |
| Усього «Спартак» (Москва) | Усього «Спартак» (Москва) | Усього «Спартак» (Москва) | 51        | 12        |                         | 1          | 1          |                      | 4                    | 0                    | 56     | 13     |
| 2007                      | «Бордо»                   | Л1                        | 9         | 2         |                         | -          | -          |                      | -                    | -                    | 9      | 2      |
| 2007–08                   | «Бордо»                   | Л1                        | 23        | 15        | КФ+КЛ                   | 4+1        | 2+0        | КУЄФА                | 7                    | 6                    | 35     | 23     |
| 2008–09                   | «Бордо»                   | Л1                        | 29        | 13        | КФ+КЛ                   | 0+3        | 0+1        | ЛЧ+КУЄФА             | 3+2                  | 0+1                  | 37     | 15     |
| 2009–10                   | «Бордо»                   | Л1                        | 20        | 3         | КФ+КЛ                   | 2+2        | 3+0        | ЛЧ                   | 3                    | 0                    | 27     | 6      |
| 2010                      | «Бордо»                   | Л1                        | 2         | 0         |                         | -          | -          |                      | -                    | -                    | 2      | 0      |
| Усього Бордо              | Усього Бордо              | Усього Бордо              | 83        | 33        |                         | 12         | 6          |                      | 15                   | 7                    | 110    | 46     |
| 2010–11                   | «Мальорка»                | ЛЛ                        | 11        | 2         | КІ                      | 2          | 4          |                      | -                    | -                    | 13     | 6      |
| 2011                      | Інтернасьйонал            | Ліга Штату+A              | 6+2       | 1+1       | КБ                      | 7          | 4          | КЛ+КЧС               | 4+0                  | 0+0                  | 19     | 6      |
| 2011–12                   | Рівер Плейт               | Прімера B Насіональ       | 37        | 19        | КА                      | 1          | 0          |                      | -                    | -                    | 38     | 19     |
| 2012–13                   | «Вільярреал»              | СД                        | 18        | 4         | КІ                      | 2          | 1          |                      | -                    | -                    | 20     | 5      |
| 2013                      | «Пачука»                  | ПД                        | 10        | 2         | КМ                      | 3          | 3          |                      | -                    | -                    | 13     | 5      |
| 2013–14                   | «Пачука»                  | ПД                        | 11        | 2         | КМ                      | 3          | 1          |                      | -                    | -                    | 14     | 3      |
| 2014                      | Рівер Плейт               | ПД                        | 19        | 8         | КА                      | 1          | 0          |                      | -                    | -                    | 20     | 8      |
| 2014                      | Рівер Плейт               | ПД                        | 3         | 2         |                         | -          | -          | ПК                   | 3                    | 0                    | 6      | 2      |
| 2015                      | Рівер Плейт               | ПД                        | 18        | 11        | Суперкубок Аргентини+КА | 1+1        | 0+0        | КЛ+РПА               | 6+1                  | 0+0                  | 27     | 11     |
| Усього Рівер Плейт        | Усього Рівер Плейт        | Усього Рівер Плейт        | 167       | 95        |                         | 4          | 0          |                      | 41                   | 17                   | 212    | 112    |
| Усього за кар'єру         | Усього за кар'єру         | Усього за кар'єру         | 359       | 152       |                         | 34         | 20         |                      | 64                   | 24                   | 457    | 196    |

## Титули і досягнення

### Командні
- Чемпіон Аргентини (4):

Рівер Плейт:  Клаусура 2002, Клаусура 2003, Клаусура 2004, 2014
- Володар Кубка французької ліги (2):

«Бордо»:  2006-07, 2008-09
- Чемпіон Франції (1):

«Бордо»:  2008-09
- Володар Суперкубка Франції (2):

«Бордо»:  2008, 2009
- Переможець Рекопи Південної Америки (1):

Рівер Плейт:  2015
- Володар Кубка Лібертадорес (1):

Рівер Плейт:  2015
- Чемпіон Південної Америки (U-20): 2003

### Особисті
- Найкращий бомбардир аргентинської Прімери: 2002 (Клаусура)